# Витмаршен
Витмаршен (нем. Wietmarschen) — община в Германии, в земле Нижняя Саксония.
Входит в состав района Графство Бентхайм. Население составляет 11 474 человека (на 31 декабря 2010 года). Занимает площадь 119,84 км².
Коммуна подразделяется на 6 сельских округов.
Во время второй мировой войны здесь находился трудовой лагерь для военнопленных.
| Год  | Население |
| ---- | --------- |
| 1990 | 7 830     |
| 1995 | 8 771     |
| 2000 | 10 222    |
| 2005 | 10 904    |
| 2010 | 11 389    |